# Вінцентово (Александровський повіт)
Вінцентово (пол. Wincentowo) — село в Польщі, у гміні Конецьк Александровського повіту Куявсько-Поморського воєводства.
У 1975-1998 роках село належало до Влоцлавського воєводства.